# Скосарівське
Скоса́рівське — село Старомаяківської сільської громади Березівському районі Одеської області в Україні. Населення становить 88 осіб.

## Населення
Згідно з переписом УРСР 1989 року чисельність наявного населення села становила 89 осіб, з яких 42 чоловіки та 47 жінок.
За переписом населення України 2001 року в селі мешкало 88 осіб.

### Мова
Розподіл населення за рідною мовою за даними перепису 2001 року:
| Мова       | Відсоток |
| ---------- | -------- |
| українська | 92,05 %  |
| російська  | 4,55 %   |
| молдовська | 3,41 %   |